# 애플 스토어
애플 스토어(영어: Apple Store)는 애플이 소유하고 운영하고 있는 체인 소매점이다. 맥 개인용 컴퓨터, 아이폰 스마트폰, 아이패드 태블릿 컴퓨터, 아이팟 휴대용 미디어 플레이어, 애플 워치 스마트워치, 애플 TV 디지털 미디어 플레이어, 소프트웨어 및 서드파티 액세서리 등을 판매한다.
최초의 애플 스토어는 2001년 5월 당시 CEO였던 스티브 잡스가 수년간 시도했지만 실패했던 상점 내 상점 개념을 거쳐 두 곳을 시작으로 개점했다. 그는 회사 제품의 개선된 소매 프레젠테이션 필요성을 재고하고 1997년 소비자와의 관계 향상에 주력하는 프로그램 쇄신에 힘쏟았으며 이에 2000년에는 론 존슨을 고용하였다. 초창기에 애플 스토어가 실패할 거라는 부정적인 언론 보도가 있었으나 경쟁이 치열한 인근 상점들 판매량을 크게 웃돌며 성공하여 3년 만에 연간 매출액 10억 달러를 달성해 역사상 가장 빠르게 성공한 소매점으로 등극하였다. 지난 수년간 애플은 소매점 위치와 지리적 범위를 확대해 왔고 2022년 기준으로 전 세계 25개국에 걸쳐 521개 매장을 보유하고 있다. 2011년에는 전 세계적으로 160억 달러가 넘는 판매 실적을 거두면서 명실상부한 최상위권 소매점으로 자리잡았다.
2016년 5월, 안젤라 아렌츠는 유니언 스퀘어의 현저하게 재설계된 애플 스토어를 공개했다. 이 매장은 입구, 넓은 공간 및 브랜드 변경된 객실을 위한 대형 유리문을 특징으로 한다. 제품을 구매하는 것 외에도 소비자는 창의적 예술에 대한 전문 지식을 갖춘 "Creative Pros"의 조언과 도움을 얻을 수 있다. 나무가 늘어선 지니어스 그루브에서 제품 지원을 받을 수 있다. 아렌츠는 세션, 회의 및 커뮤니티 행사에 참석하며, 애플 스토어를 사람들이 자연스럽게 만나서 시간을 보내는 "도시 광장"으로 만드는 것이 목표라고 설명했다. 새로운 디자인은 전 세계의 모든 애플 스토어에 적용될 것이다. 이 과정은 상점이 일시적으로 재배치되거나 폐쇄되는 것을 보았다.
많은 애플 스토어가 쇼핑몰 안에 있지만, 애플은 유명한 곳곳에 독립된 "플래그쉽" 스토어를 몇 개 지었다. 그것은 디자인 특허를 받았으며, 특히 유리 계단 및 큐브 사용에 대한 상점의 디자인 및 건축을 위한 건축 상을 수상했다. 애플 스토어의 성공은 애플 스토어에서 보다 높은 서비스 품질과 제품으로 인해 트래픽, 통제 및 이익을 잃은 다른 가전 제품 소매 업체에 상당한 영향을 미쳤다. 애플의 주목할 만한 브랜드 충성도 소비자들 사이에서 새로운 애플 스토어 오픈이나 제품 출시에 수백명의 사람들이 길게 늘어난다. 브랜드의 인기로 인해 애플은 많은 수의 취업 응용 프로그램을 받는다. 그 중 상당수는 젊은 노동자들로부터 왔다. 애플 스토어 직원들이 평균 이상의 임금을 받고 교육 및 건강 관리에 대한 비용을 지불하고 제품 할인을 받지만 경력 향상의 길은 제한적이거나 없다. 익명의 소매 직원과 함께 2016년 5월 보고서는 고객의 괴롭힘, 격렬한 내부 비판 및 주요 비즈니스 계약 확보에 대한 중요한 상여금 적대적인 근무 환경을 강조했다.

## 설명

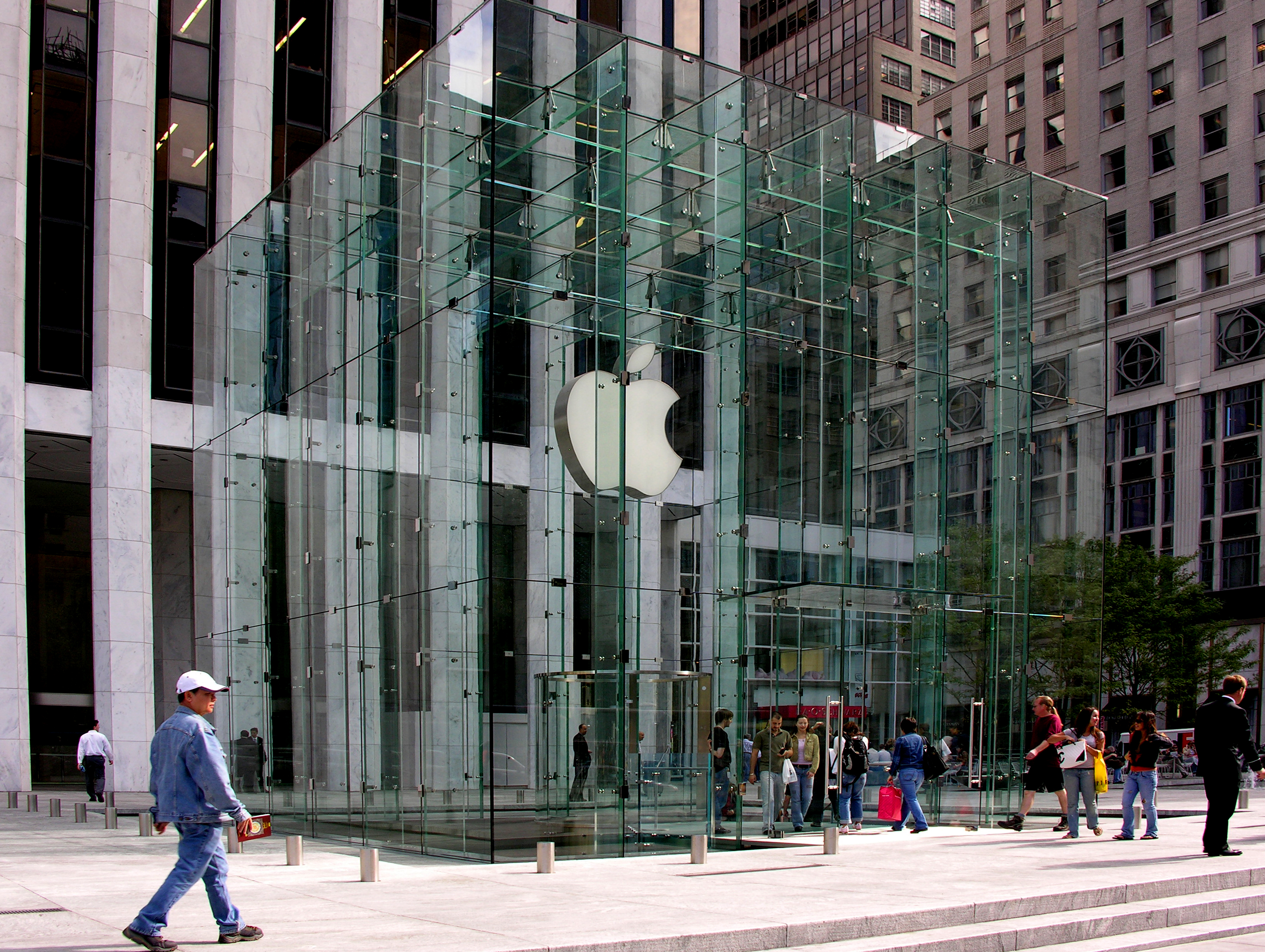
뉴욕에 있는 애플의 주력 파이브 애비뉴 스토어.

많은 애플 스토어가 쇼핑몰 안에 있지만, 애플은 유명한 곳곳에 독립된 "플래그쉽" 스토어를 몇 개 지었다. 여러 멀티 레벨 저장 유리 계단 기능,과 같은 일부 유리 다리다. 뉴욕 타임스는 2011년에 이 기능들이 스티브 잡스의 광범 위한 관심의 일부라고 썼다. 애플은 유리 계단 디자인을 위해 2002년에 디자인 특허를 받았다. 역사적으로 애플은 건축 회사인 보린 키윈스키 잭슨과 파트너 관계를 맺어 독창적인 소매 상점을 설계하고 창안했으며, 최근에는 건축 회사인 포스터 + 파트너스와 제휴하여 새로운 점포 및 회사 애플 파크 캠퍼스를 설계했다.
애플이 매장 설계를 위한 다수의 건축상을 수상했다. 애플에 의해 부분적으로 설계된 "아이코닉" 유리 큐브는 피터 보린이 디자인하였고, 애플에서 뉴욕 5번가에 저장, 2014년에는 별도의 디자인 특허를 받았다.
론 존슨은 2001년부터 2011년 11월 1일까지 리테일 오퍼레이션즈의 수석 부사장 직을 역임했다. 존슨의 재직기간 동안 사이트 선택, 매장 내 서비스 및 매장 레이아웃 인벤토리는 COO와 현재 CEO인 팀 쿡에 의해 관리되었다. 팀 쿡은 공급망 관리에 대한 배경 지식이 있다. 2012년 1월, 애플은 존 브로겟에게 소매 리더십을 전수했다. 그러나 신입사원 삭감 및 직원 근무 시간 제한을 포함한 비용 삭감 시도 이후 그는 6개월 후 해고됐다가 나중에 회의에 "사업 운영 방식에 맞지 않았습니다"라고 말했다. 2013년 10월, 애플은 버버리에서 안젤라 아렌츠를 고용했다.

### 작업 환경

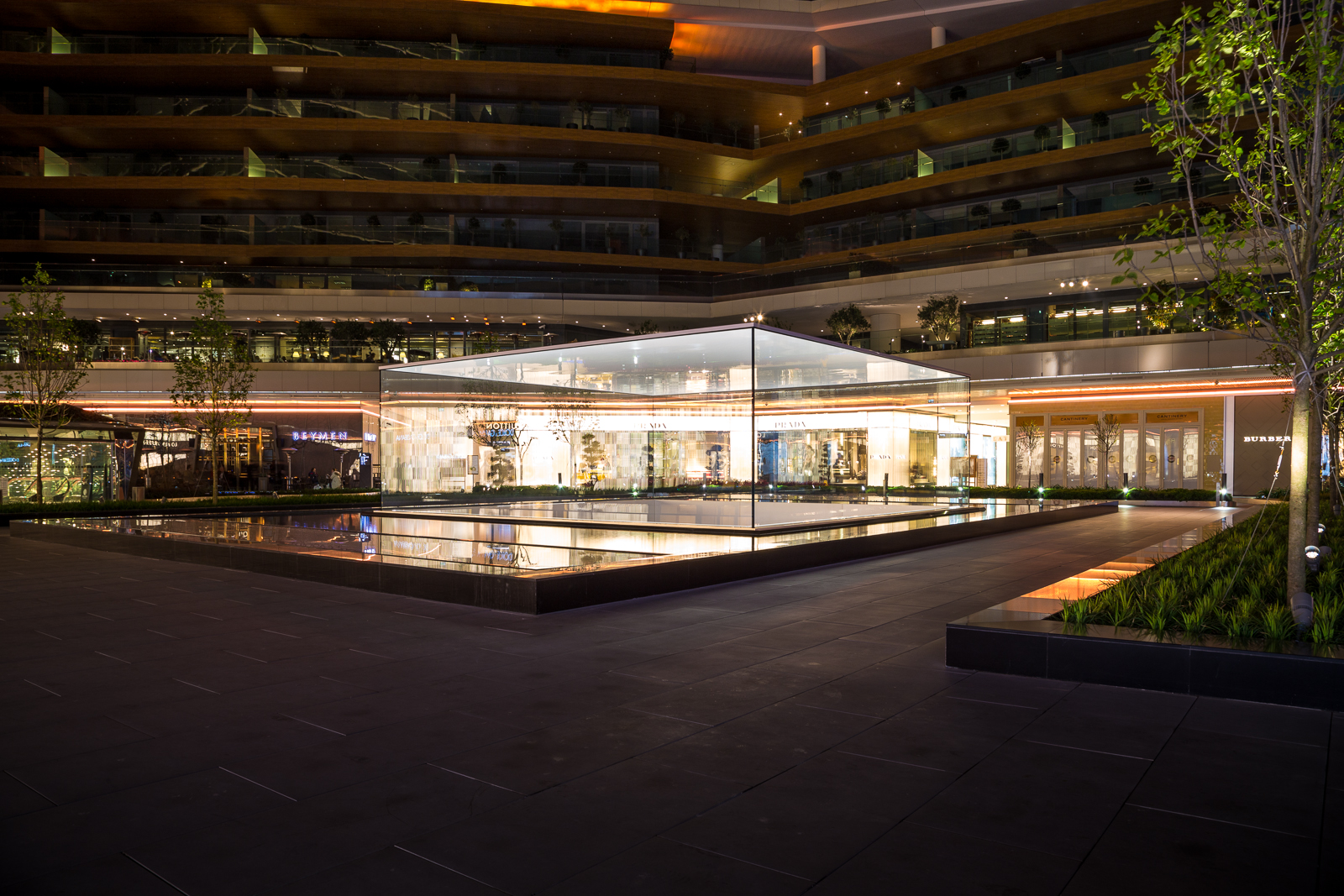
이스탄불의 조룰루 센터에 있는 애플 스토어에는 구조용 엔지니어링 부문에서 2014 구조 기술자 협회 구조상을 수상한 '유리 랜턴'이 있다.

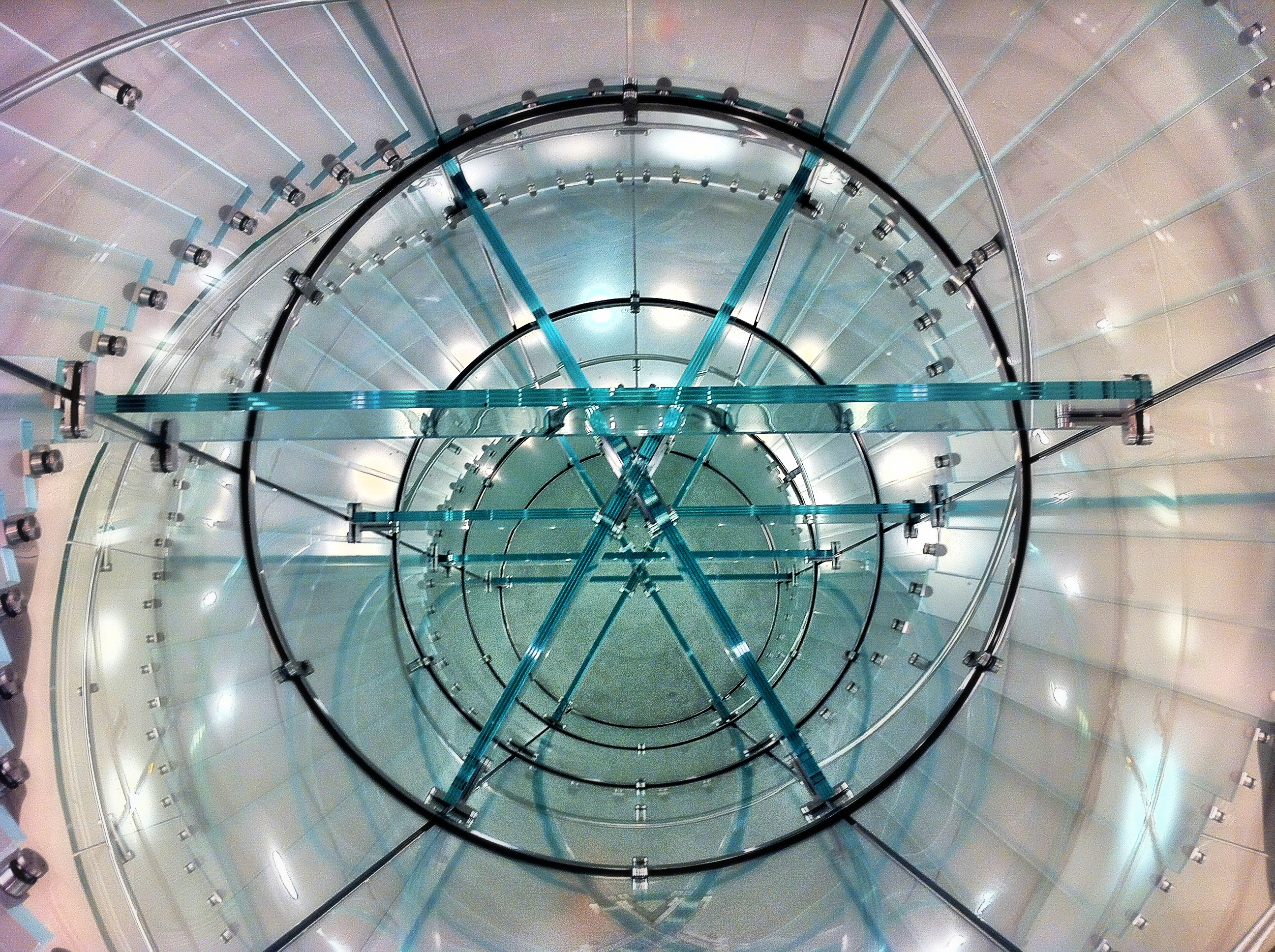
보스턴의 애플 스토어 안에 있는 나선형 계단

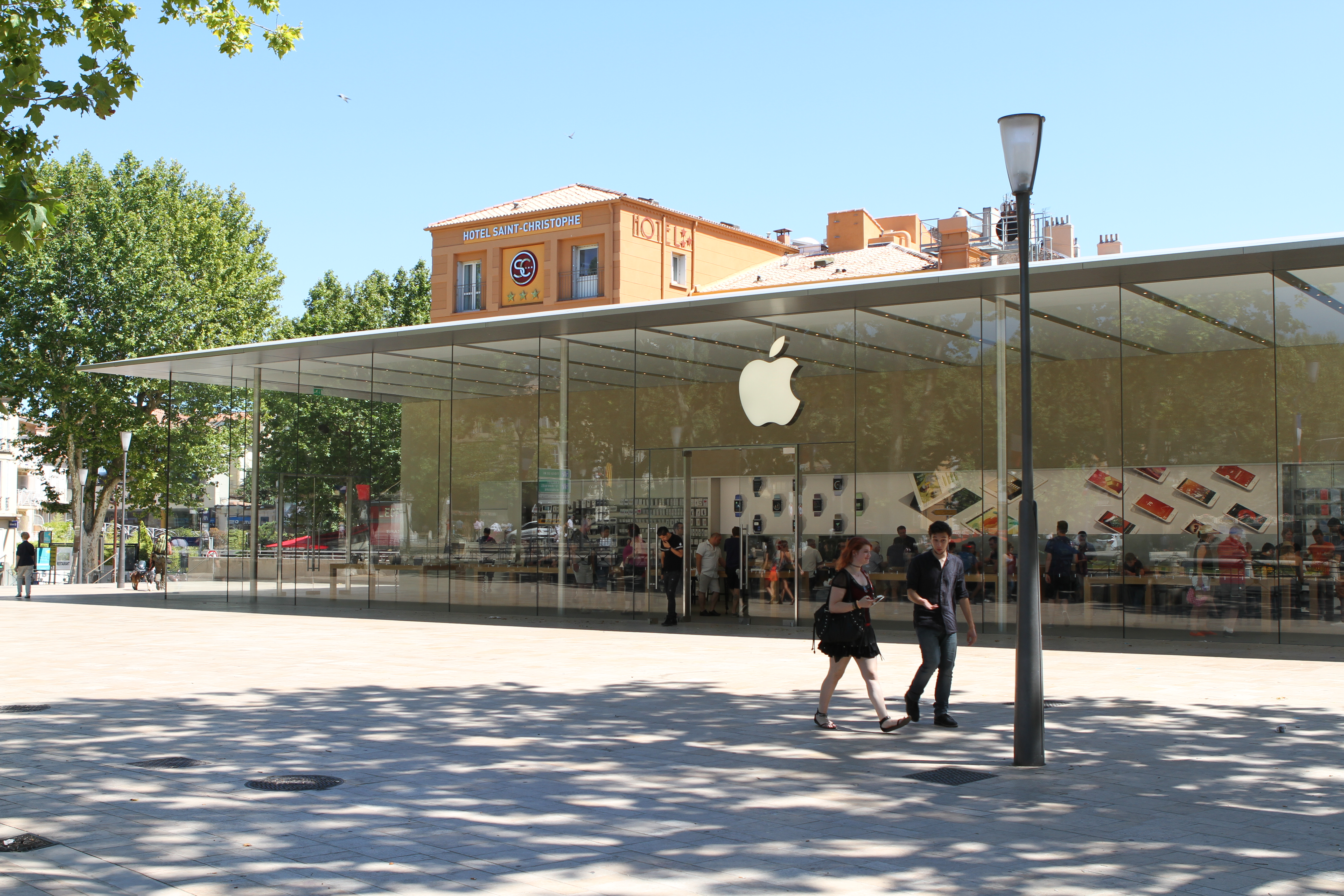
프랑스 엑상프로방스의 애플 스토어

브랜드의 인기로 애플 스토어에서 일하는 신청자는 수없이 많으며 많은 젊은 노동자들이 신청하고 있다. 아이폰 및 아이패드의 인기로 인해 작업 속도가 빠르다. 직원은 제한된 소매 관리 슬롯 이외의 진출 경로 없이 경력 전망이 제한되어 있기 때문에 일반적으로 불과 몇 년 동안 일한다. 애플 스토어 직원은 소매업 종사자에게 평균 이상의 보수를 지급하고 대학 수업, 체육관 멤버십, 건강 관리, 401(k) 계획, 제품 할인 및 주식 구매시 할인된 가격으로 돈을 제공한다. 기술자의 유지율 지니어스 바는 90% 이상이다.
2016년 5월 비즈니스 인사이더 기사는 영국의 익명의 애플 스토어 소매업 종사자와의 긴 인터뷰를 통해 직원이 고객의 괴롭힘 및 사망 위협, 소매업 종사자에 대한 심각한 불만 사항 및 문제, 컬트처럼 "수 천명의 가치가 있는 비즈니스 계약을 확보하고 승진 기회가 없으며 모든 애플 제품 또는 애플 주식에 대한 "관대한" 할인 혜택을 제공하더라도 상당한 보너스가 부족하다. 많은 사람들이 제품을 구매할 수 없을 정도의 적은 돈만 지불했다.

## 위치

| 국가           | 처음 개장일      | 운행점 수 | 주석   |
| -------------- | ---------------- | --------- | ------ |
| 미국           | 2001년 5월 19일  | 215*      | .      |
| 중화인민공화국 | 2003년 7월 19일  | 51*       | .      |
| 영국           | 2004년 11월 20일 | 39*       | .      |
| 캐나다         | 2005년 5월 21일  | 28*       | .      |
| 오스트레일리아 | 2007년 6월 19일  | 22*       | .      |
| 독일           | 2008년 12월 6일  | 19*       | .      |
| 프랑스         | 2009년 11월 7일  | 20*       | .      |
| 이탈리아       | 20010-03-31      | 17+*      | .      |
| 스페인         | 2011년 9월 4일   | 11        | .      |
| 일본           | 2013년 11월 30일 | 11        | .      |
| 대한민국       | 2015년 1월 27일  | 07        | .      |
| 스위스         | 2018년 9월 25일  | 04+*      | .      |
| 네덜란드       | 2019년 3월 3일   | 03        | .      |
| 스웨덴         | 2020년 9월 15일  | 03        | .      |
| 브라질         | 2014년 2월 15일  | 02        | .      |
| 튀르키예       | 2014년 4월 15일  | 03+*      | .      |
| 벨기에         | 2015년 9월 19일  | 01        | .      |
| 아랍에미리트   | 2015년 10월 29일 | 04        | [ 50 ] |
| 멕시코         | 2016년 9월 24일  | 02+*      | .      |
| 중화민국       | 2017년 7월 1일   | 02        | .      |
| 오스트리아     | 2018년 2월 24일  | 01        | .      |
| 태국           | 2018년 11월 10일 | 02        | .      |

### 미국
2022년 9월 기준 272개 점포가 영업하고 있다. 애플 미니 스토어는 샌프란시스코에 본사를 둔 협업 설계 사무소 에이트 Inc.(Eight Inc.)에 의해 설계된 것이다:

### 대한민국
2024년 1월 20일 기준 7개 점포가 영업하고 있다.
| 명칭           | 위치                                           | 층수                              | 용도                   | 개점일          |
| -------------- | ---------------------------------------------- | --------------------------------- | ---------------------- | --------------- |
| Apple 가로수길 | 서울특별시 강남구 가로수길 43                  | 지상 1층, 지하 2층                | 근린생활시설, 업무시설 | 2018년 1월 27일 |
| Apple 여의도   | 서울특별시 영등포구 국제금융로 10 IFC MALL, L1 | L2층 ~ L1층 (지하 2층 ~ 지하 1층) | 근린생활시설, 업무시설 | 2021년 2월 26일 |
| Apple 명동     | 서울특별시 중구 남대문로 84 하이드파크         | 지상 1층 ~ 2층                    | 근린생활시설, 업무시설 | 2022년 4월 9일  |
| Apple 잠실     | 서울특별시 송파구 올림픽로 300 롯데월드몰      | 지상 1층                          | 근린생활시설, 업무시설 | 2022년 9월 24일 |
| Apple 강남     | 서울특별시 강남구 강남대로 464 비제바노 빌딩   | 지상 1층                          | 근린생활시설, 업무시설 | 2023년 3월 31일 |
| Apple 하남     | 경기도 하남시 미사대로 750 스타필드하남        | 지상 1층                          | 근린생활시설, 업무시설 | 2023년 12월 9일 |
| Apple 홍대     | 서울특별시 마포구 양화로 140                   | 지상 1층                          | 근린생활시설, 업무시설 | 2024년 1월 20일 |

#### 건물

##### Apple 가로수길

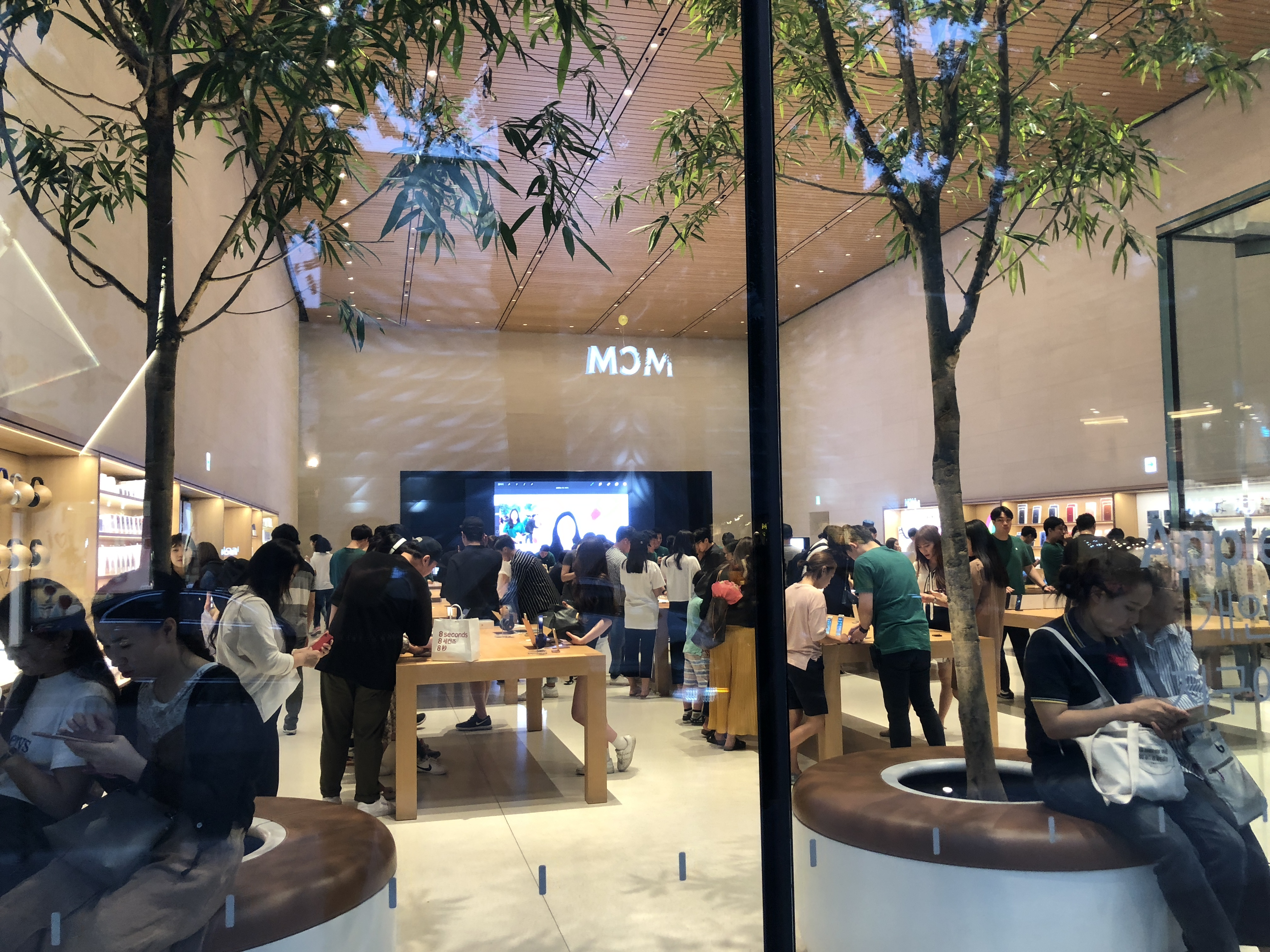
Apple 가로수길 매장 내부

Apple 가로수길은 서울특별시 강남구 가로수길 43에 위치하고 있다. 2018년 1월 27일에 개점했다. 내부 구조는 안으로 깊고 천장이 높은 지상 1층과 지하 2층으로 이루어져 있다. 매장 운영 시간은 오전 10시부터 오후 10시까지이며, 주차 공간이 여의치 않기 때문에 대중교통 이용이 권장된다.

##### Apple 여의도
Apple 여의도는 서울특별시 영등포구 국제금융로 10 IFC MALL L1에 위치하고 있다. 2021년 2월 26일에 개점했다.

##### Apple 명동
Apple 명동은 서울특별시 중구 남대문로 84 하이드파크에 위치하고 있다. 2022년 4월 9일에 개점했다.

##### Apple 잠실
Apple 잠실은 서울특별시 송파구 올림픽로 300 롯데월드몰에 위치하고 있다. 2022년 9월 24일에 개점했다.

##### Apple 강남
Apple 강남은 서울특별시 강남구 강남대로 464 비제바노 빌딩에 위치하고 있다. 2023년 3월 31일에 개점했다.

##### Apple 하남
Apple 하남은 경기도 하남시 미사대로 750 스타필드하남에 위치하고 있다. 2023년 12월 9일에 개점했다.

##### Apple 홍대
Apple 홍대는 서울특별시 마포구 양화로 140에 위치하고 있다. 2024년 1월 20일에 개점했다.

### 매장

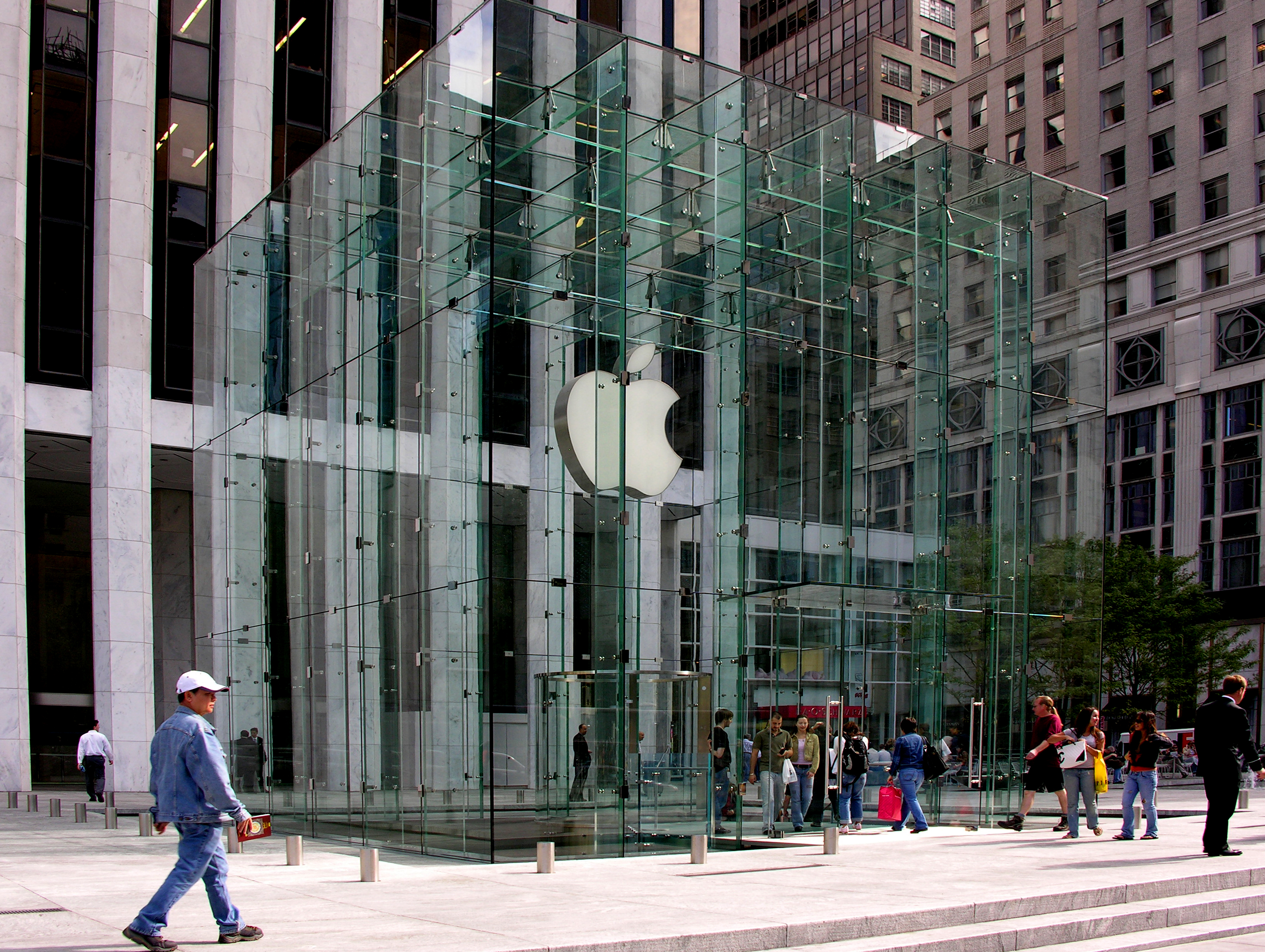
미국 뉴욕의 애플 스토어
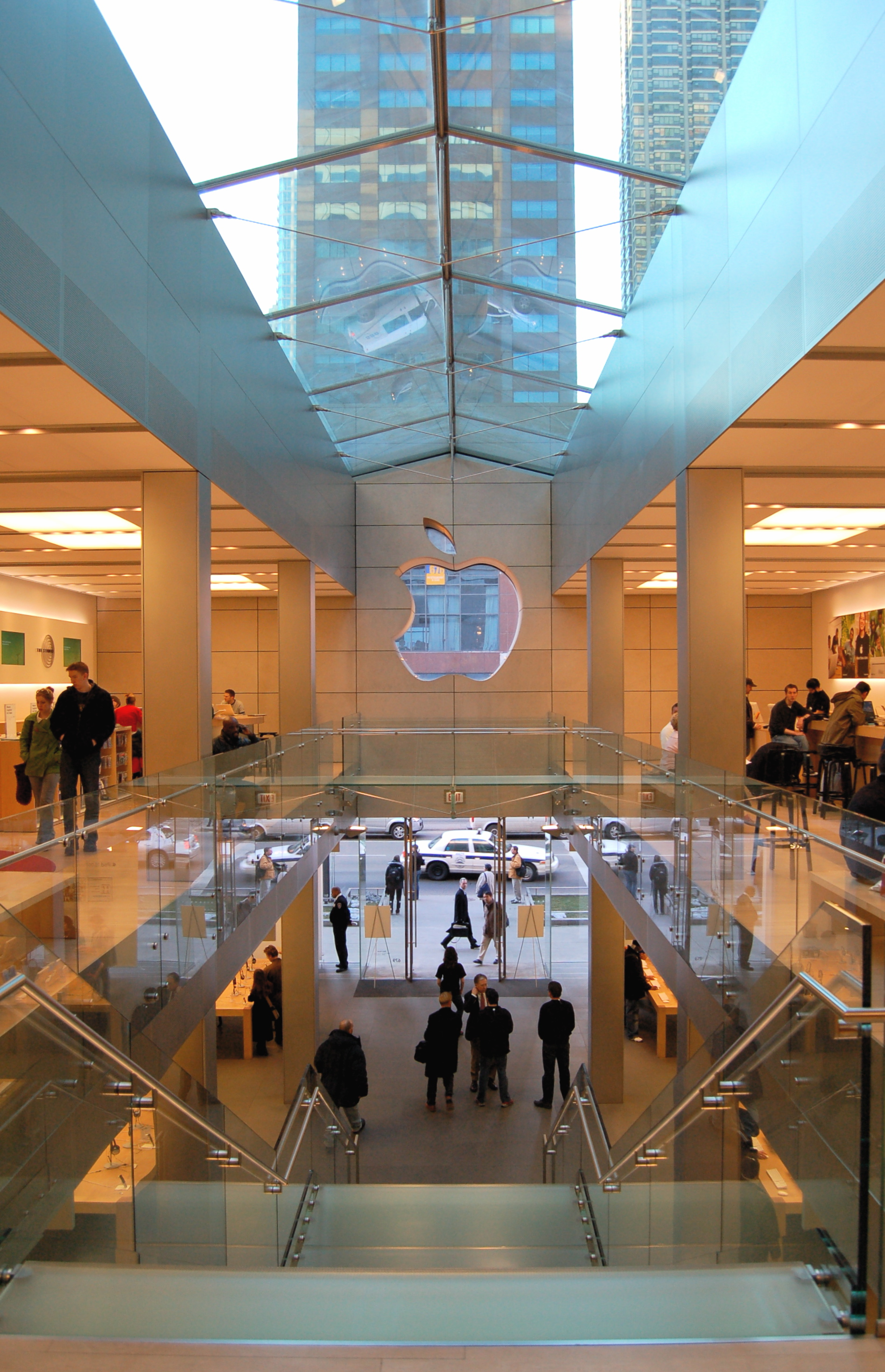
미국 시카고의 애플 스토어
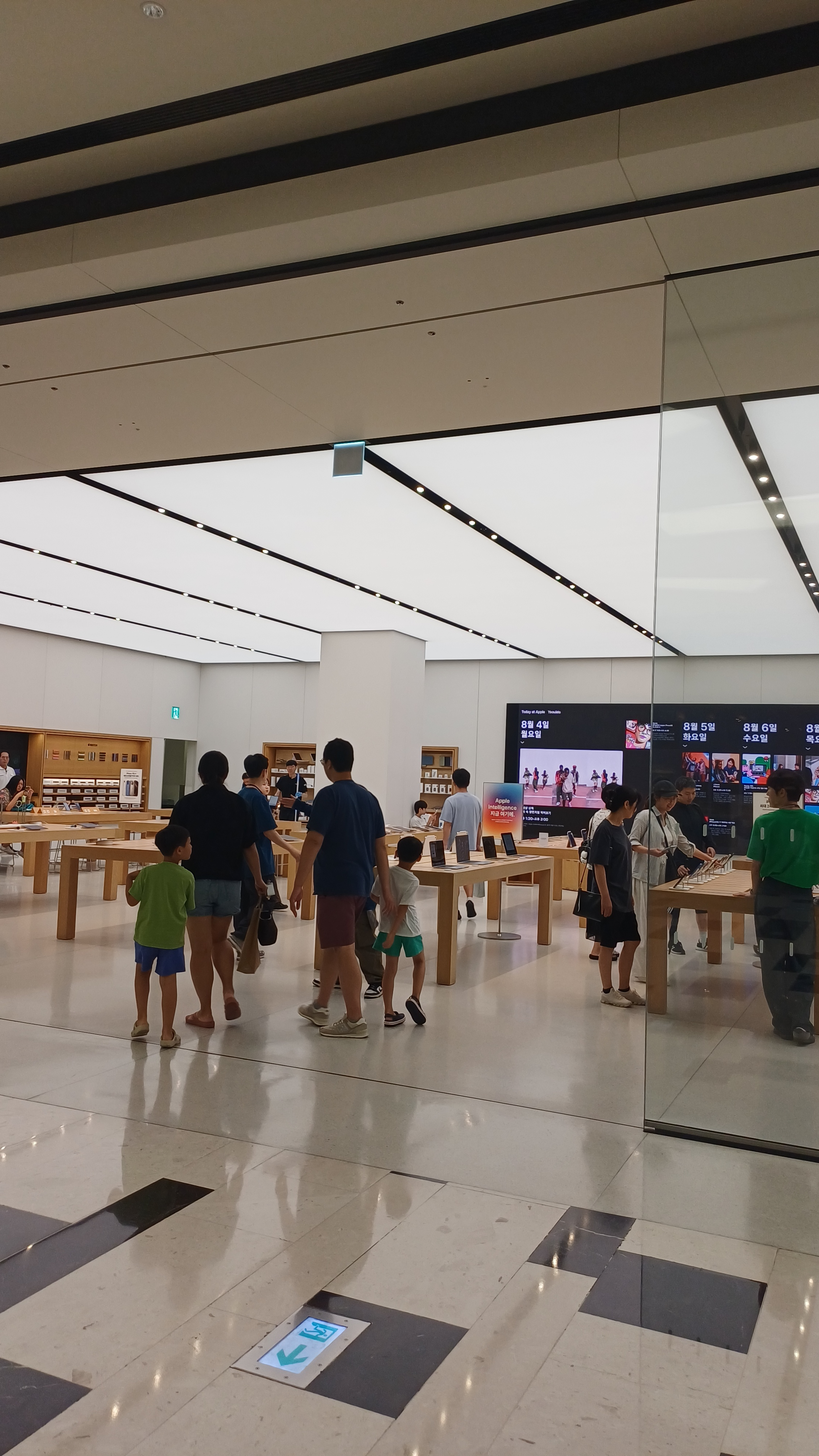
대한민국서울특별시 여의도 IFC몰 내부에 있는 애플 스토어

## 같이 보기
- 앱 스토어